# Yola d'Avril
Yola d'Avril Montiague (Lilla, 8 aprile 1907 – Port Hueneme, 2 marzo 1984) è stata un'attrice francese.

## Biografia
Durante la prima guerra mondiale, la sua famiglia si spostò a Parigi. Nel 1923, alla morte del padre, si trasferì con la famiglia a Los Angeles, dove iniziò a lavorare nel mondo del cinema, quasi sempre in ruoli secondari.

## Filmografia parziale
- Il mio cuore aveva ragione (Orchids and Ermine), regia di Alfred Santell (1927)
- American Beauty, regia di Richard Wallace (1927)
- The Valley of the Giants, regia di Charles Brabin (1927)
- The Noose, regia di John Francis Dillon (1928)
- Lady Be Good, regia di Richard Wallace (1928)
- Fifì dimmi di sì (Hot for Paris), regia di Raoul Walsh (1929)
- Il re del jazz (King of Jazz), regia di John Murray Anderson e, non accreditato, Pál Fejös  (1930)
- All'ovest niente di nuovo (All Quiet on the Western Front), regia di Lewis Milestone (1930)
- Femmina (The Bad One), regia di George Fitzmaurice (1930)
- Those Three French Girls, regia di Harry Beaumont e, non accreditato, Erle C. Kenton (1930)
- The Truth About Youth, regia di William A. Seiter (1930)
- The Right of Way, regia di Frank Lloyd (1931)
- God's Gift to Women, regia di Michael Curtiz (1931)
- Svengali, regia di Archie Mayo (1931)
- Just a Gigolo, regia di Jack Conway (1931)
- Women Go on Forever, regia di Walter Lang (1931)
- Beauty and the Boss, regia di Roy Del Ruth (1932)
- La donna senza domani (A Passport to Hell), regia di Frank Lloyd (1932)
- Scandalo (Glamour), regia di William Wyler (1934)
- Tarzan e la compagna (Tarzan and His Mate), regia di Cedric Gibbons e, non accreditati, Jack Conway e James C. McKay (1934)
- Monte Carlo Nights, regia di William Nigh (1934)
- Capitan Blood (Captain Blood), regia di Michael Curtiz (1935)
- Night in New Orleans, regia di William Clemens (1942)
- Per ritrovarti (Little Boy Lost), regia di George Seaton (1953)